# Luka Dragić
Luka Dragić (Zagreb, 28. lipnja 1979.) je hrvatski kazališni, televizijski i filmski glumac.

## Životopis
Jedan od dvadeset potpisnika pisma upućenog zagrebačkom gradonačelniku Milanu Bandiću, u kojemu izražavaju svoju zabrinutost imenovanjem Zlatka Hasanbegovića članom Kazališnog vijeća HNK Zagreb.

## Filmografija

### Televizijske uloge
- "Duga mračna noć" kao student (2005.)
- "Bumerang" kao Emil Belamarić (2005. – 2006.)
- "Operacija Kajman" kao Šefov sin (2007.)
- "Bitange i princeze" kao Luko (2008.)
- "Bračne vode" kao gospodin u dućanu (2008.)
- "Instruktor" kao Dean Horvat (2010.)
- "Odmori se, zaslužio si" kao Boris (2010.)
- "Dnevnik plavuše" kao Larin poslodavac Grgur Vesel (2011.)
- "Provodi i sprovodi" kao papučar (2011.)
- "Stipe u gostima" kao Louche / Krivić (2011.-2012.)
- "Počivali u miru" kao Željko Ban (2013. – 2017.)
- "Crno-bijeli svijet" kao Poletov glavni (2019.)
- "Gora" kao policajac Ivan (2023.)

### Filmske uloge
- "Četverored" kao avijatičarski časnik (1999.)
- "Pos'o je dobar, a para laka" (2000.)
- "Kraljica noći" kao Tomo Markovinović (2001.)
- "Ne dao Bog većeg zla" kao Siniša "Frula" (2002.)
- "Slučajna suputnica" kao Stjuart (2004.)
- "Nije bed" (2004.)
- "Duga mračna noć" kao student (2004.)
- "Metastaze" kao tenisač Marino Ivanišević (2009.)
- "Max Schmeling" kao tip u uniformi (2010.)
- "Ustav Republike Hrvatske" kao Jozo Sloković (2016.)
- "Milijun" (kratki film) kao poslovni tip #1 (2016.)
- "Nepoznati prijatelj" kao Tomov tata (2018.)
- "Anđeo čuvar" kao službenik u banci Kaj Moller (2018.)
- "Koja je ovo država" kao Nikica (2018.)
- "Do kraja smrti" kao kišni kralj (2018.)
- "Više ne znam ko smo mi" (kratki film) kao Danis (2019.)

## Nagrade
- Nagrada Dubravko Dujšin za uloge u predstavama Očevi i sinovi u Hrvatskome narodnom kazalištu u Zagrebu i Buđenje proljeća u Teatru &TD, 2003.
- Nagrada F.R.K.A. za najbolju mušku ulogu u filmu Nije bed Mladena Dizdara, 2005.
- Nagrada Mila Dimitrijević za ulogu Johna Worthinga u predstavi Važno je zvati se Ernest Oscara Wildea u izvedbi Drame HNK u Zagrebu, 2007.

## Vanjske poveznice
- Luka Dragić u internetskoj bazi filmova IMDb-u (engl.)
- Stranica na HNK.hr  Arhivirana inačica izvorne stranice od 25. prosinca 2009. (Wayback Machine)